# Nemzetközi repülőtér

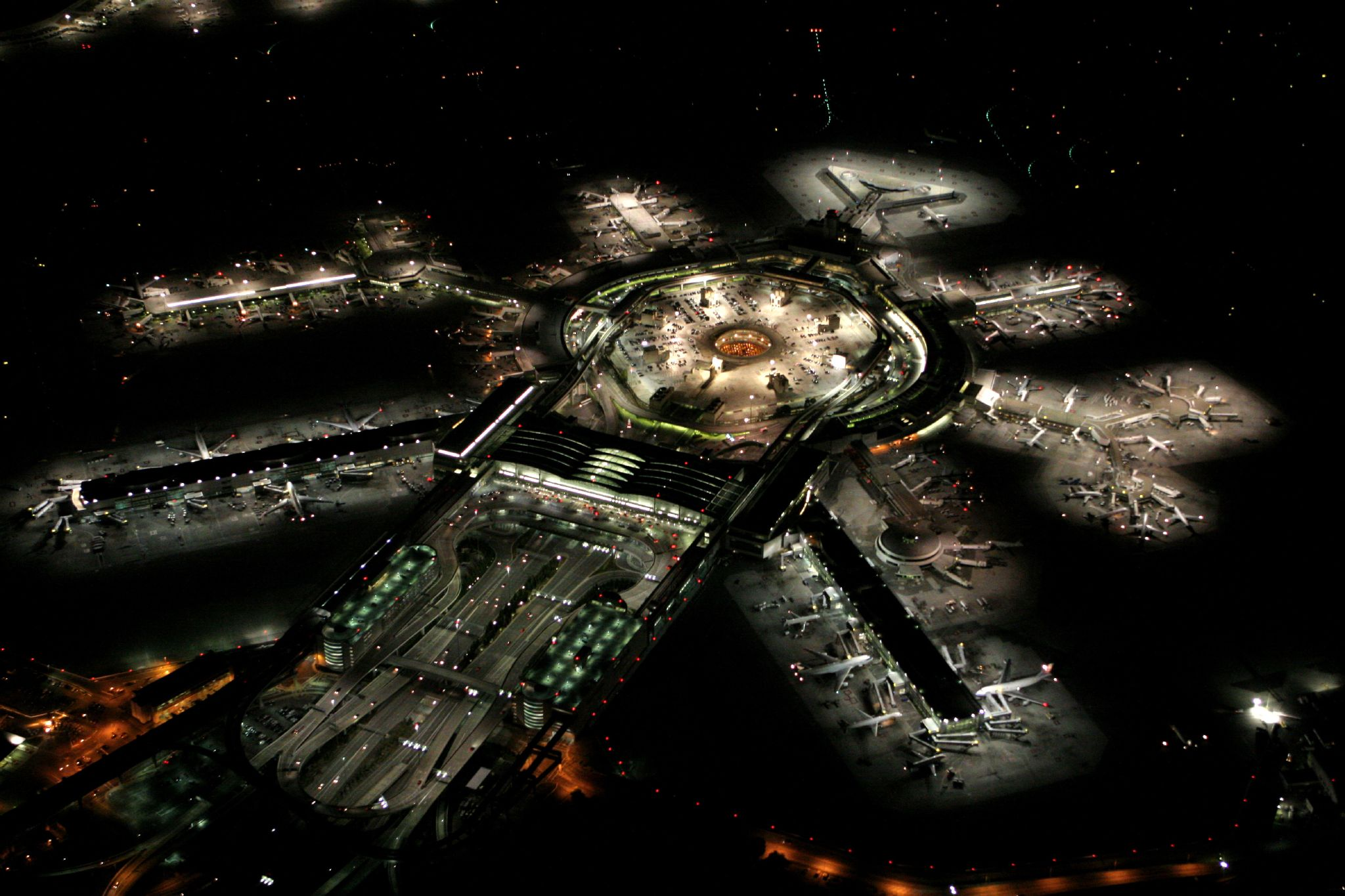
A San Franciscó-i nemzetközi repülőtér éjjel; az utasmólók sugárirányban ágaznak ki a terminálépületből, láthatóak az utashidak, a forgalmi előtér és a repülőgépek

A nemzetközi repülőtér olyan repülőtér, amely vámkezelést és útlevélellenőrzést biztosít az egyes országok közt utazók számára. A nemzetközi repülőterek jellemzően nagyobbak, mint a belföldi forgalmú repülőterek, gyakran hosszabb futópályákkal rendelkeznek, és alkalmasak a nemzetközi forgalomban általában használt nagyobb méretű repülőgépek fogadására. Méretük az egészen nagytól (pl. a London-Heathrow-i repülőtér) az egészen kicsiig (például a Fa'a'ā nemzetközi repülőtér Tahiti szigetén) terjed. A nemzetközi repülőterekről sok országban belföldi járatok is indulnak (sok helyen, például az isztambuli Atatürk nemzetközi repülőtéren, a kül- és belföldi járatoknak külön terminálja van).
A 20. század közepe óta, amikor a nemzetközi repülőterek elkezdtek infrastruktúrát kiépíteni a nemzetközi polgári repülőjáratok számára, a repülőterek épületei, működése és irányítása egyre kifinomultabbá váltak. A biztonság érdekében részletes technikai szabályrendszer alakult ki, a globális konzisztencia érdekében pedig közös kódrendszert fejlesztettek ki a világ repülőterei számára. A több millió utast és járatot kiszolgáló létesítményrendszer az egyik legösszetettebb és legösszefüggőbb rendszer a világon. A 21. század második évtizedére a nemzetközi repülőterek száma meghaladta az 1200-at, és évente csaknem kétmilliárd, nemzetközi járatokon utazó utas, valamint 50 millió tonna rakomány halad át rajtuk.
Magyarországon öt nemzetközi repülőtér található, melyek közül a budapesti és a debreceni bonyolít jelentősebb forgalmat.

## Történetük

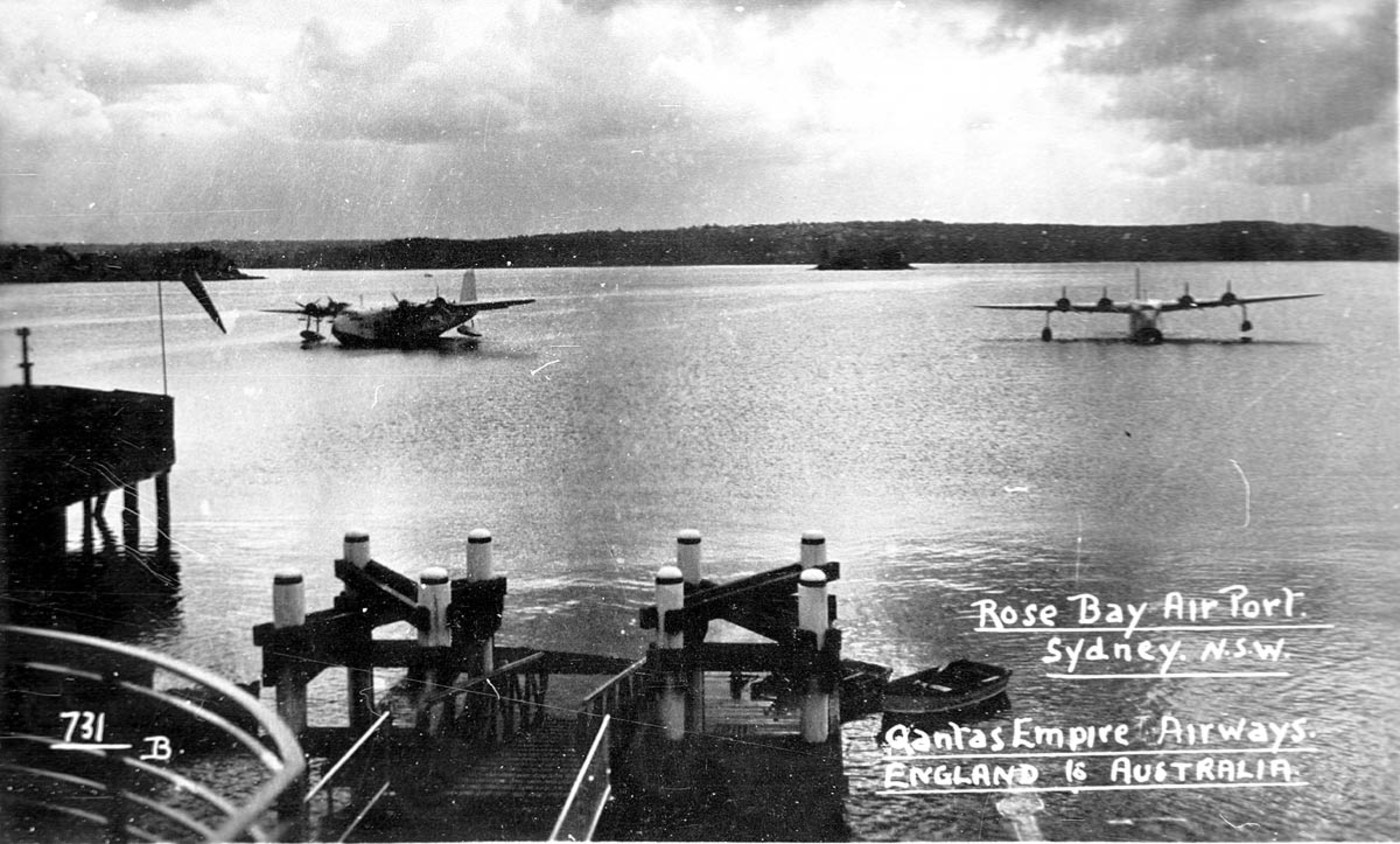
A Qantas Empire Airways repülőgépe érkező utasokkal a sydney-i Rose Bayben, 1939 körül

1919 augusztusában Londonban nyílt meg az első, menetrend szerinti nemzetközi légi járatokat indító repülőtér, a Hounslow Heath repülőtér, melyet később bezártak, helyét az 1920 márciusában megnyílt croydoni repülőtér vette át, ez 1959-ig működött. Az amerikai kontinensen az 1928-ban megnyílt arizonai Douglas városi repülőtér volt az első nemzetközi repülőtér; ez napjainkban már csak kisgépes légiforgalmat szolgál ki.
A nemzetközi repülés korai napjaiban a repülőterek kevés infrastruktúrával rendelkeztek, bár „ha gondok akadtak a hajtóművel, a repülőgépek rengeteg helyen le tudtak szállni”. A négyhajtóműves gépek még nem voltak alkalmasak arra, hogy nagy távolságú, óceánok fölötti utakat leszállás nélkül megtegyenek, így elterjedtek a hidroplánok. A leghosszabb nemzetközi útvonalon (ami később a Nagy-Britanniát Ausztráliával összekötő ún. Kenguru-útvonal lett) a repülőgépek vízi leszállóhelyeket használtak például Surabaya indonéz városban, valamint a nyílt tengeren Kupang mellett. Sydneyben Rose Bay lett a város vízi leszállóhelye.
A nemzetközi repülőterek a polgári repülés mellett gyakran katonai célokat is szolgáltak, emellett fenntarthatóságukra a technológiai fejlődés is gyakran hatással volt. A Kiribatihoz tartozó Főnix-szigetek repülőterét, a Kanton-szigeti repülőteret például a II. világháborúban katonai repülőtérként használták, később pedig légitársaságok vettek fel itt üzemanyagot, például a Qantas, amely az 1950-es évek végén állandó személyzetet állomásoztatott itt. Az 1960-as évek elején megjelent olyan, sugárhajtású repülőgépek – például a Boeing 707 –, amelyek képesek voltak megszakítás nélkül megtenni az Ausztrália/Új-Zéland és Hawaii közti távolságot, szükségtelenné tették az üzemanyagfelvételt a csendes-óceáni szigeten, így a repülőtéren megszűnt a rendszeres légiforgalom. Más repülőtereket, például a hongkongi Kai Tak repülőteret akkor szüntettek meg, amikor már nem bizonyultak elegendőnek a forgalom kiszolgálására, és újat kellett építeni helyettük.

## Tervezésük és építésük

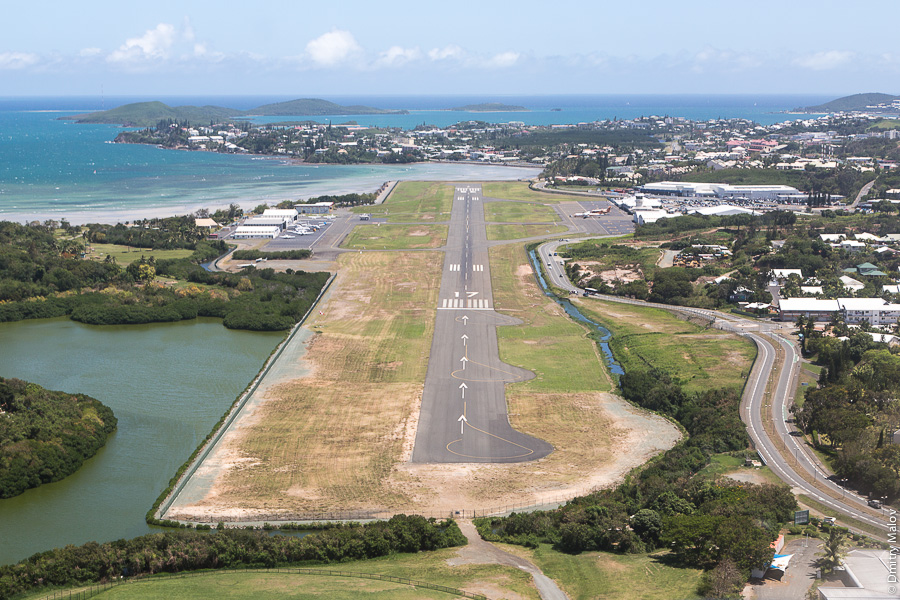
A repülőtereket úgy tervezik, hogy illeszkedjenek környezetükbe (Nouméa Magenta repülőtér)

Egy nemzetközi repülőtér építése és üzemeltetése számos összetett döntéstől függ, amelyre hatással van a technológia, a politika, a gazdaság, a földrajzi körülmények, valamint a helyi és nemzetközi törvények. Egy repülőtér megtervezése még kisebb, csak belföldi forgalmat kiszolgáló létesítmény esetén is a kezdetektől fogva kiterjedt együttműködést igényel építészek, mérnökök, a repülőtér leendő vezetői és személyzete között. Emellett a repülőterek gyakran a nemzeti büszkeség megnyilvánulásai, így építészeti szempontból nagyratörő tervek születhetnek. Erre egy példa a jelenleg tervezett mexikóvárosi új nemzetközi repülőtér, amely a tervek szerint a jelenlegi, kapacitását elért repülőteret fogja váltani.
A repülőterek lehetnek toronnyal rendelkezők vagy torony nélküliek, a légiforgalom sűrűsége és a rendelkezésre álló anyagi keret alapján. Magas kapacitásuk és a zsúfolt légtér miatt sok nemzetközi repülőtér saját légiirányítással rendelkezik.
Néhány nemzetközi repülőtér további infrastruktúra kiépítését igényli a repülőtér területén kívül. Például a hongkongi nemzetközi repülőtérhez, amely eleve egy mesterségesen létrehozott földdarabra épült, nagysebességű vasút és autópálya is épült, hogy összekösse a repülőteret a várossal. Az autópályához két híd megépítésére is szükség volt (Tszing Ma függőhíd és Kap Sui Mun kábelhíd), valamint a Ma Van szigeti Ma Van viaduktra, ami összeköti a hidakat. Mindkét hídon közúti és vasúti forgalom is zajlik.

## Működésük

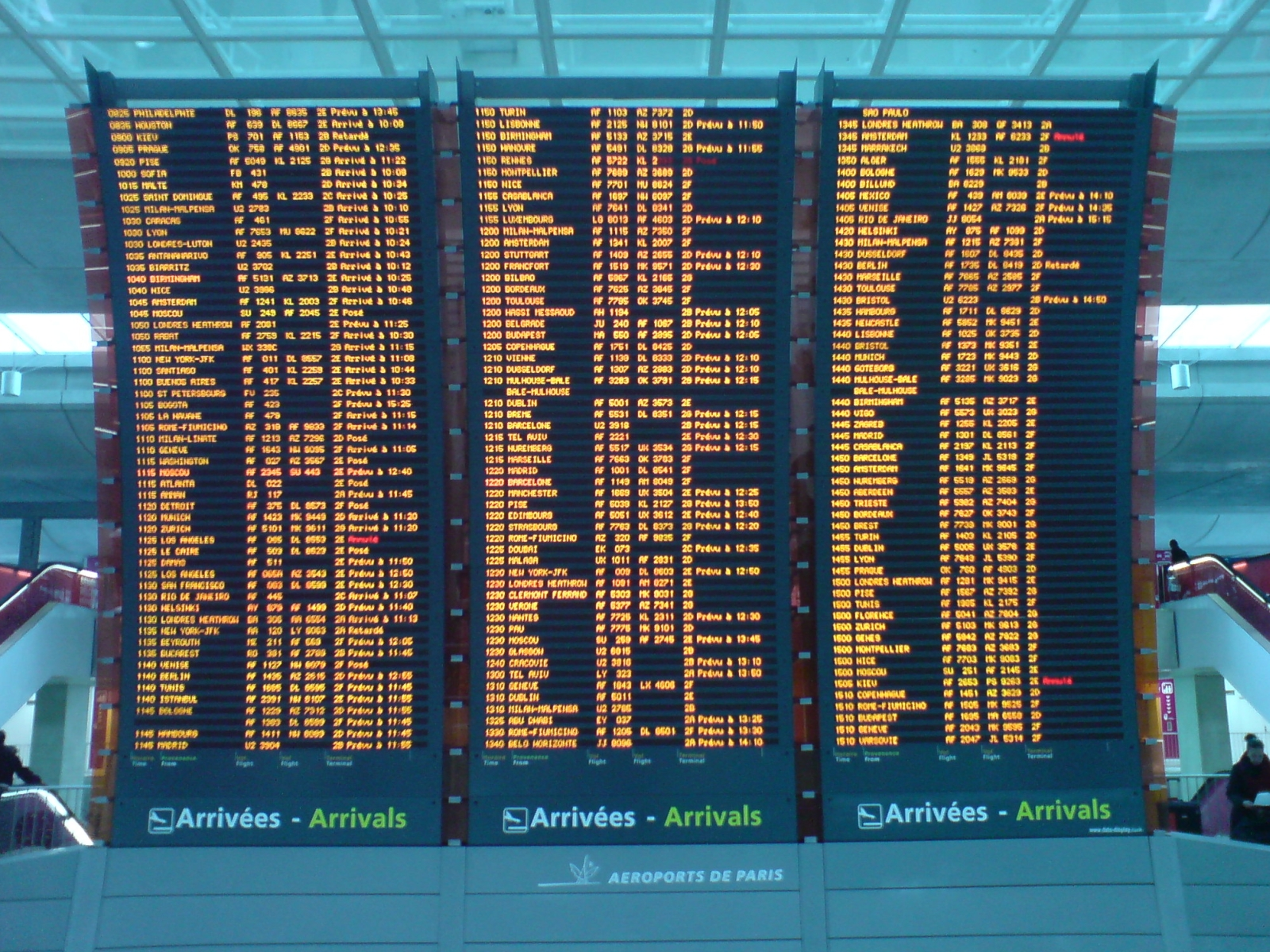
Járatinformációs rendszer képernyője mutatja az érkező járatokat a párizsi Párizs-Charles de Gaulle repülőtér 2-es terminálján

A nemzetközi repülőterek a világ minden tájáról érkező utasok és légitársaságok számára igyekeznek szolgáltatásokat biztosítani. Sok nemzetközi repülőtér légiközlekedési csomópontként üzemel, melyen az utasok átszállnak egyik járatról a másikra; mások főleg közvetlen járatokat szolgálnak ki. Ez befolyásolja a repülőtér tervezését is, hatással van például a terminálok számára és elhelyezkedésére, valamint az útvonalra, amelyet az utasok és a poggyász megtesznek a repülőtér különböző területei közt. Egy főleg közvetlen forgalmat kiszolgáló repülőtér rendelkezhet külön nemzetközi és külön belföldi terminállal, külön épületben és külön poggyászkezelő rendszerrel, míg egy csomópontként üzemeltetett repülőtéren a kül- és belföldi forgalom nem válik el egymástól.
A repülőtér üzemeltetése során számos tényezőt figyelembe kell venni, többek között a légitársaságok teljesítményét, az egyes repülőgéptípusok technikai követelményeit, a repülőtér és a légitársaságok kapcsolatát, az utasok számára létrejött szolgáltatásokat, a biztonsági követelményeket és a környezetre gyakorolt hatást.

### Szabványok
A nemzetközi repülőterek biztonsági előírásait és működési folyamatát meghatározó szabványokat nemzetközi egyezmények szabályozzák. Eredetileg két szervezet hozta létre a repülőterekre vonatkozó szabályzatokat: az egyik a Nemzetközi Polgári Repülési Szervezet (ICAO), amely az Egyesült Nemzetek egyik szervezete. Ez korábbi nemzetközi bizottságok jogutódja, és története 1903-ig nyúlik vissza. A másik az 1945-ben alapított Nemzetközi Légi Szállítási Szövetség (IATA), amely a légitársaságok szervezete. A két szervezet szabályzataiba maguknak a repülőtereknek nem volt beleszólásuk, ami vitás helyzetet teremtett, ezért 1948 januárjában az Egyesült Államok kereskedelmi repülőtereinek tizenkilenc képviselője ült össze New Yorkban (Baltimore, Boston, Chicago, Cleveland, Dallas, Denver, Detroit, Jacksonville, Kansas City, Los Angeles, Memphis, Miami, Minneapolis/St. Paul, New York/Newark, Philadelphia, Pittsburgh, St. Louis, San Francisco és Washington DC repülőtereiről), hogy megoldást találjanak azokra a problémákra, amelyekkel mindannyian szembesültek. Ebből jött létre a Repülőtér-üzemeltetők Tanácsa, melyből később a Repülőterek Nemzetközi Tanácsa (ACI, Airports Council International) lett.

### Logisztika
A nemzetközi repülőterek kiterjedt műveleteket végeznek a repülés logisztikája terén, ilyen például a légiforgalmi irányítás. A légiforgalmi irányítók a földön és az ellenőrzött légtérben lévő repülőgépeket irányítják, emellett segítik a nem ellenőrzött légtérben tartózkodó repülőgépeket is.

### Vámkezelés és útlevél-ellenőrzés

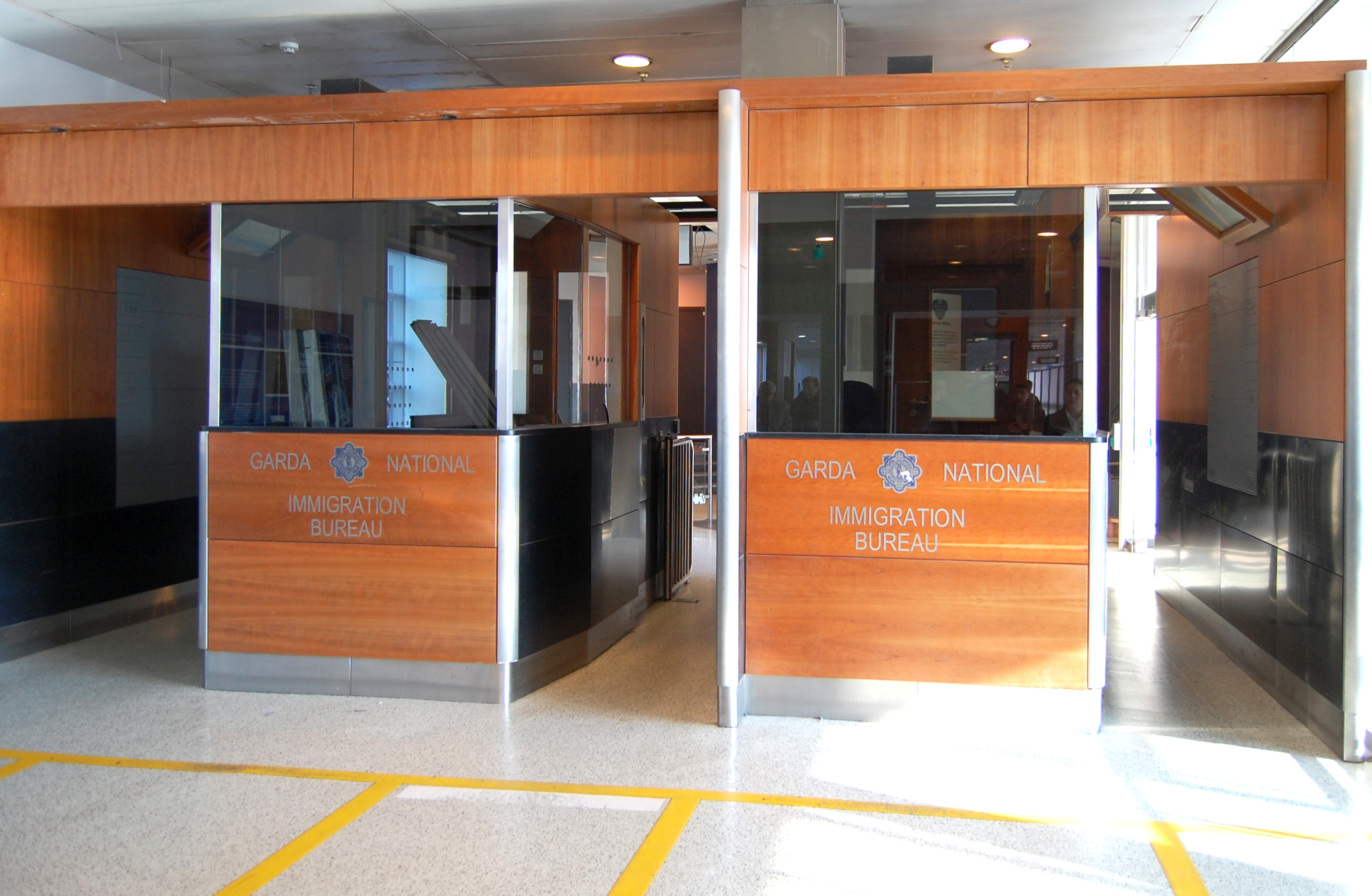
Útlevélellenőrzés a dublini repülőtéren (2007)

A nemzetközi légi járatokat fogadó repülőterek vámkezelési és útlevélellenőrzési szolgáltatásokat nyújtanak, melyek belépést engedélyeznek az adott országba. Ezek szabályai az évek során változnak, de általában törvények határozzák meg őket. Mivel vannak olyan országok, amelyek egyezmények alapján vámkezelés és útlevélellenőrzés nélkül is engedik közlekedni az átszálló utasokat, nem feltétlenül rendelkezik minden nemzetközi repülőtér ezekkel a létesítményekkel.

### Biztonság

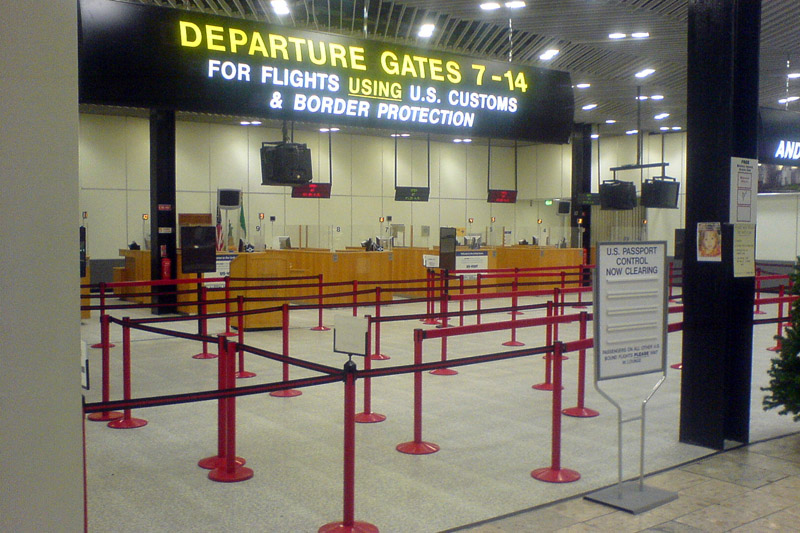
Az írországi Shannoni repülőtéren előzetes útlevél- és vízumellenőrzés zajlik az Egyesült Államokba tartó utasok részére

A jelenlegi trend, mely szerint a repülőterek biztonságát az utas- és poggyászkezelés hatékonyságának rovására is növelik, a jövőben is előreláthatólag folytatódni fog. Ez anyagi terhet helyez a repülőterekre, nehezíti a kiszolgálás zökkenőmentességét, és az utasok magánszféráját is sértheti. A nemzetközi járatok gyakran magasabb szintű biztonsági intézkedéseket igényelnek, mint a csak belföldi járatok, bár az elmúlt években számos repülőtér ugyanolyan szintű biztonsági intézkedést nyújt mindkettőnek.
A legtöbb nemzetközi repülőtér rendelkezik úgynevezett szigorított védelmi területtel, azaz olyan, a biztonsági ellenőrzést követő területtel, ahol az utasok szabadon mozoghatnak további biztonsági ellenőrzések nélkül. Gyakran található itt olyan vámmentes bolt és egyéb üzletek, amelyek árukészletét biztonsági szempontból már átvizsgálták, így a fedélzetre kerülésük nem jelent biztonsági kockázatot. A repülőtér alkalmazottain kívül csak olyan utasok juthatnak be ide, akik érvényes foglalással rendelkeznek valamelyik, többnyire pár órán belül induló járatra. A védelmi területre általában központosított ellenőrzőpontokon lehet bejutni. Több nagy repülőtéren nem csak egy biztonsági ellenőrzés zajlik; sok esetben már a bejáratnál ellenőrzik az utast és a csomagot, illetve közvetlenül a gépre való beszállás előtt ismét ellenőrzik őt és a kézipoggyászát.
A repülőtér zökkenőmentes működése érdekében új, fejlettebb biztonsági rendszerek állnak kidolgozás alatt – a régi biztonsági ellenőrzőpontokat például új, az egész repülőteret magába foglaló teljes védelmi területeket alakíthatnak ki, melyen az utasokat automatikusan megfigyelik a repülőtérre érkezésük pillanatától egészen addig, amíg fel nem szállnak a repülőgépre.
A belföldi járatokról nemzetköziekre átszálló utasok sokszor fel kell, hogy vegyék a feladott poggyászaikat, hogy átvigyék őket a vámkezelésen, majd újra fel kell adniuk, így az átszállás időigényesebb a kelleténél. Egyes európai repülőtereken a poggyászt nem kell felvenni, belföldi járatról is átteszik a végső úti célra tartó járatra.
Egyes esetekben az utasok már indulás előtt áteshetnek az érkezési ország útlevélellenőrző és vámkezelési procedúráján. Kanada egyes repülőtereiről, valamint az írországi Shannoni repülőtérről az Egyesült Államokba tartó utasok számára például elérhető ez a szolgáltatás; ők olyan amerikai repülőterekre is megérkezhetnek, amelyek nem rendelkeznek vámkezeléssel és útlevélellenőrzéssel. Az ilyen járatokon szállított poggyász a belépési repülőtéren átkerülhet a végcél felé tartó járatra.
A nemzetközi repülőterek egyik létfontosságú biztonsági kérdése az egészségügy, ide értendő a fertőző betegségek, például a SARS terjedésének megakadályozása. Az ezzel kapcsolatos szabványokat az ICAO Szabványok és javasolt gyakorlat, valamint a WHO Nemzetközi Egészségügyi Szabályzata szabályozza, de alkalmazásukba a helyi hatóságoknak komoly beleszólása van.

### Közlekedés
A repülőterek legfontosabb szolgáltatásai közé tartoznak a repülőtér elérhetőségét biztosító közlekedési létesítmények, úgymint a vasúti útvonalak, taxik és reptéri buszok (shuttle) megállóhelyei, valamint a buszmegállók. Jellemzőek a nagy méretű parkolók, gyakran többszintes parkolóházakban. Egyes repülőterekről reptér busszal érhetőek el a parkolóházak. A nemzetközi repülőterek mérete miatt sokszor reptéri buszok közlekednek az egyes terminálok között is, például a kairói, zürichi és a szingapúri reptéren.
Egyes amerikai nemzetközi repülőtereken, például a chicagói O’Hare nemzetközi repülőtéren egyes várótermek a termináltól távol esnek, és az utasokat reptéri buszok szállítják a terminálokra. Az ilyen intermodális központokra jellemző kényelmi szolgáltatások a mosdók és az ülőhelyekkel ellátott várók, emellett lehetnek itt üzletek, jegyértékesítő irodák és büfék vagy éttermek; a helyiségek lehetnek fűtöttek és légkondicionáltak.

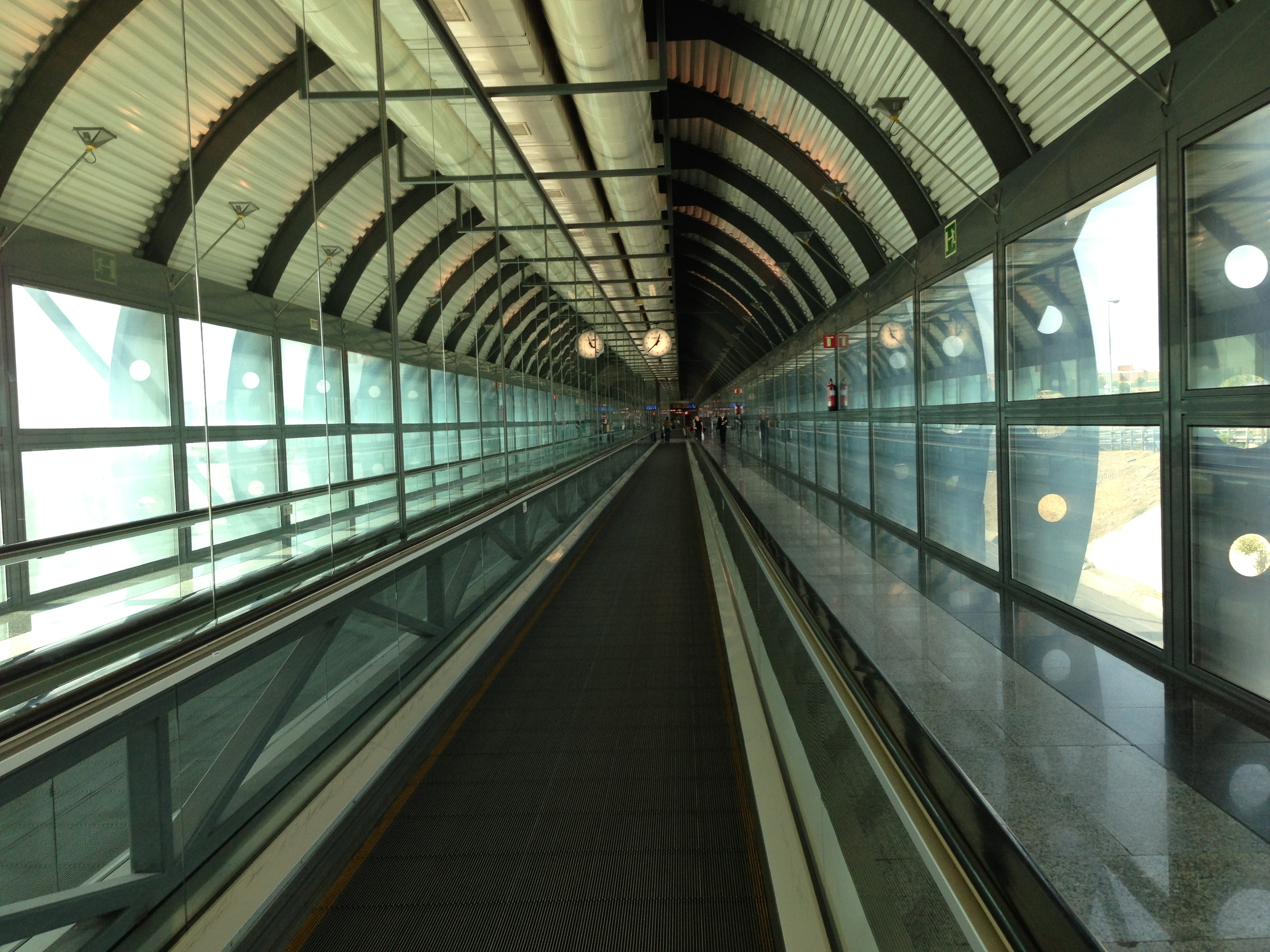
Mozgójárda a Adolfo Suárez Madrid-Barajas repülőtéren
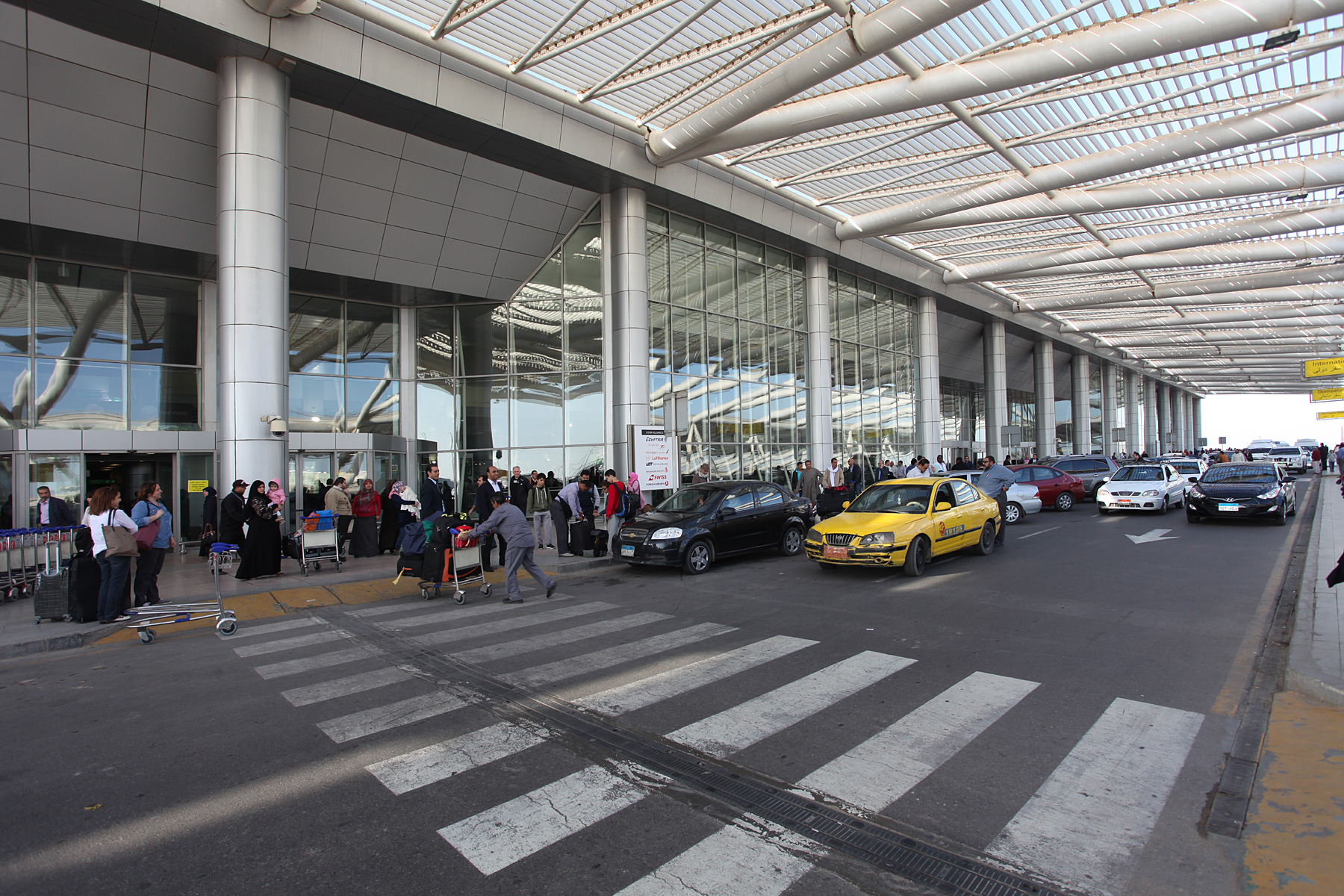
A kairói nemzetközi repülőtér 3-as terminálja előtti fedett területen buszok és autók vehetik fel utasaikat
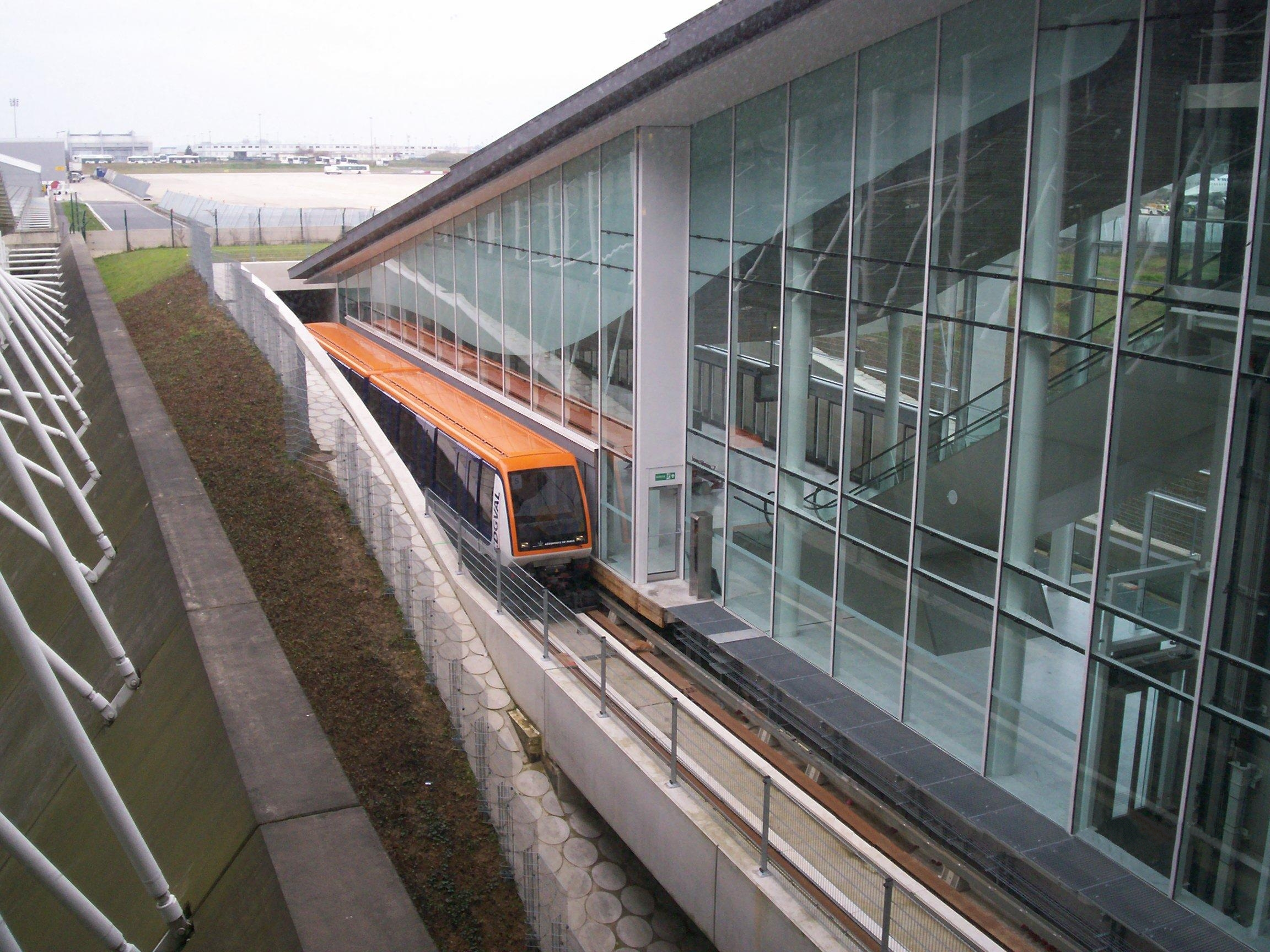
Vasút a párizsi Charles de Gaulle repülőtéren

### Szolgáltatások
A megszokott kényelmi szolgáltatások közé tartoznak a nyilvános vécék, várótermek, üzletek (köztük vámmentes boltok) és éttermek. A büfék és éttermek sok helyen ételudvarokon tömörülnek. Egyes nemzetközi repülőtereken luxuscikkeket árusító üzletek is jelen vannak vámmentes boltként, például az Indira Gandhi nemzetközi repülőtér 3-as terminálján, amely India egyik jelentős kereskedelmi jellegű úti céljává vált. Gyakori a repülőtereken a wi-fi, a pénzváltók és a turisztikai információs irodák, bár repülőterenként eltér, milyen mértékben vannak jelen. Egyes nemzetközi repülőterek biztonságos helyeket nyújtanak az ott rekedt utasoknak, ahol pihenhetnek vagy aludhatnak; leggyakrabban a reptér területén található szállodák formájában.

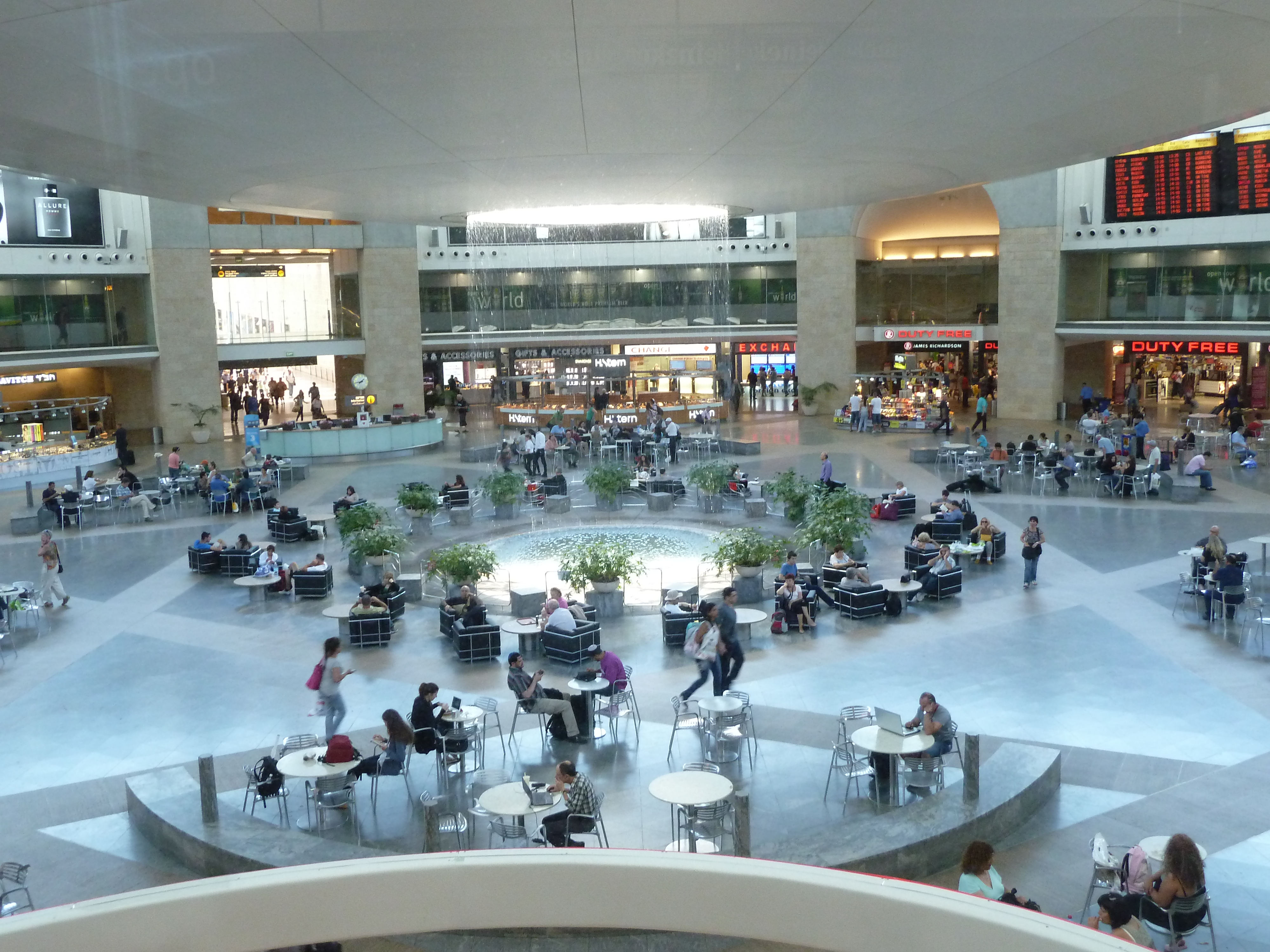
Vámmentes üzletek a tel-avivi Ben Gurion nemzetközi repülőtéren (2012)
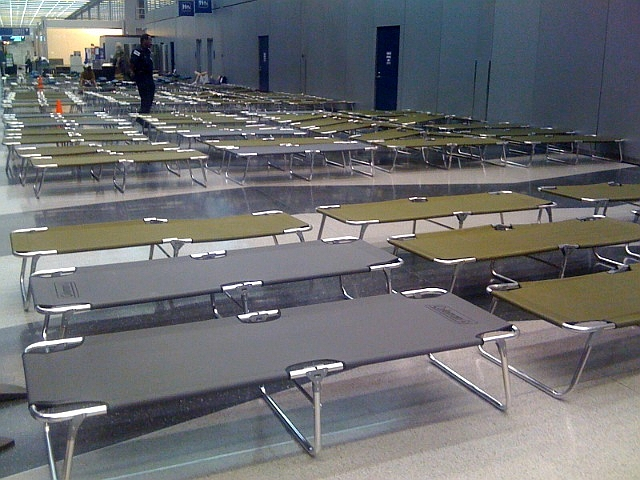
Az éjszakára a repülőtéren rekedt utasok kényelmét gyengébb világítás, kempingágyak, párnák, takarók és tisztálkodószerek szolgálják a chicagói O’Hare nemzetközi repülőtéren (2008)
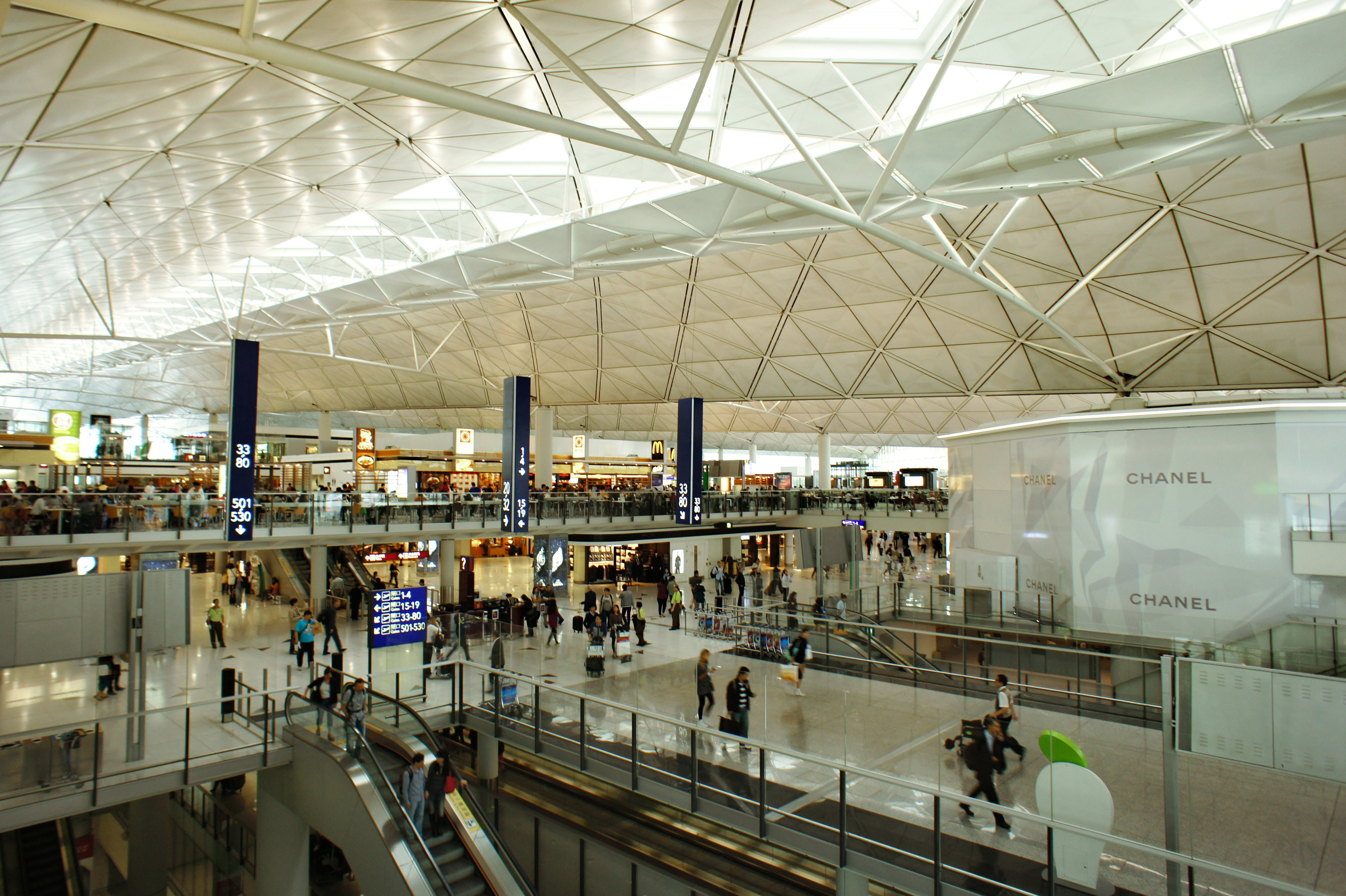
Ételudvar a hongkongi nemzetközi repülőtér 1-es termináljának tranzitjában (2013)

#### Díjak
A World Airport Awardot utasok ítélik oda egy független, az egész világra kiterjedő közvéleménykutatás során. A Szingapúr-Changi repülőtér 2006-ban, 2010-ben, 2013-ban és 2014-ben is elnyerte a díjat. Szintén díjazott volt a Szöul-Incshoni nemzetközi repülőtér (Dél-Korea) és az Amszterdam-Schiphol repülőtér (Hollandia) is.

## Elnevezések

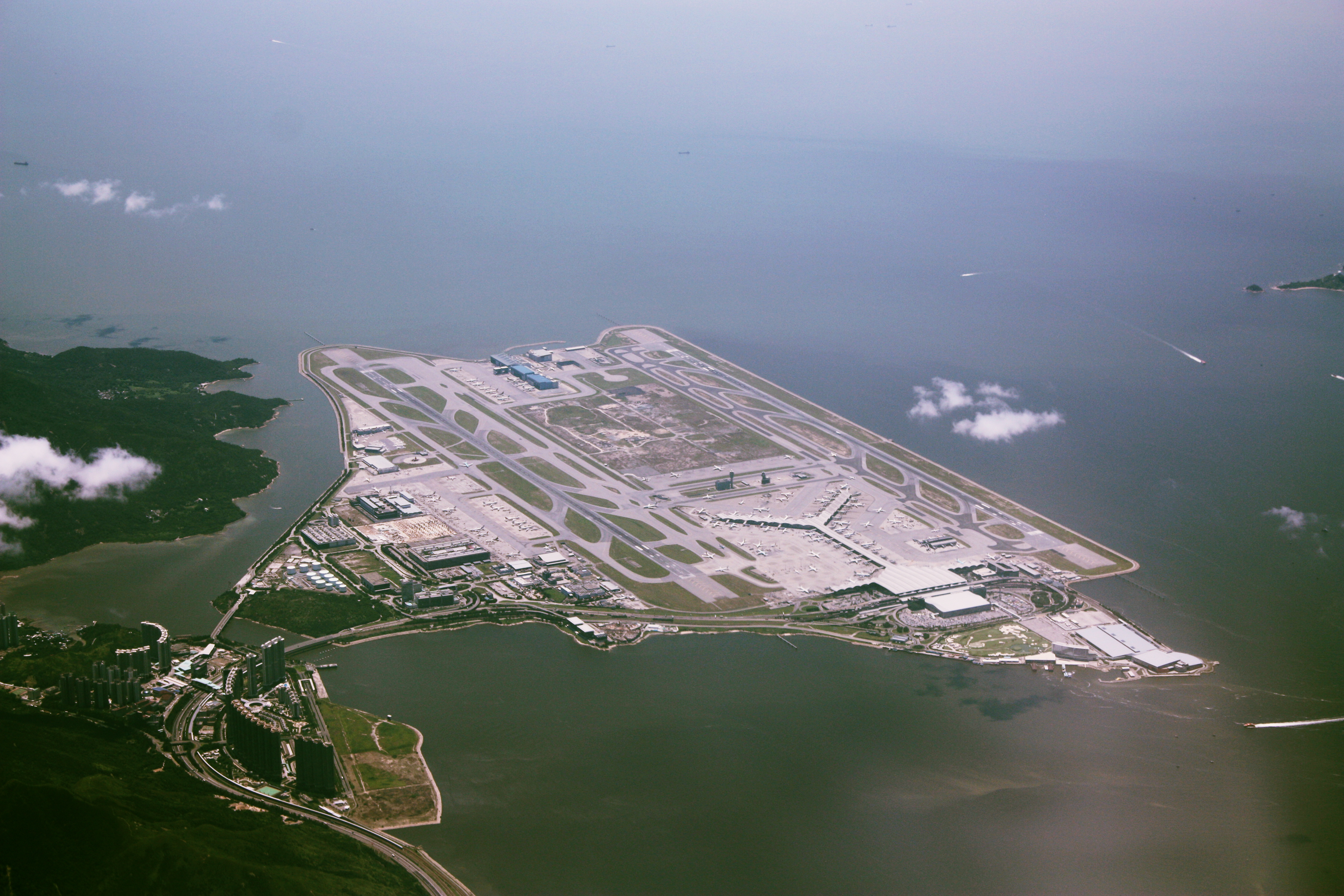
A hongkongi repülőtér madártávlatból (2010)

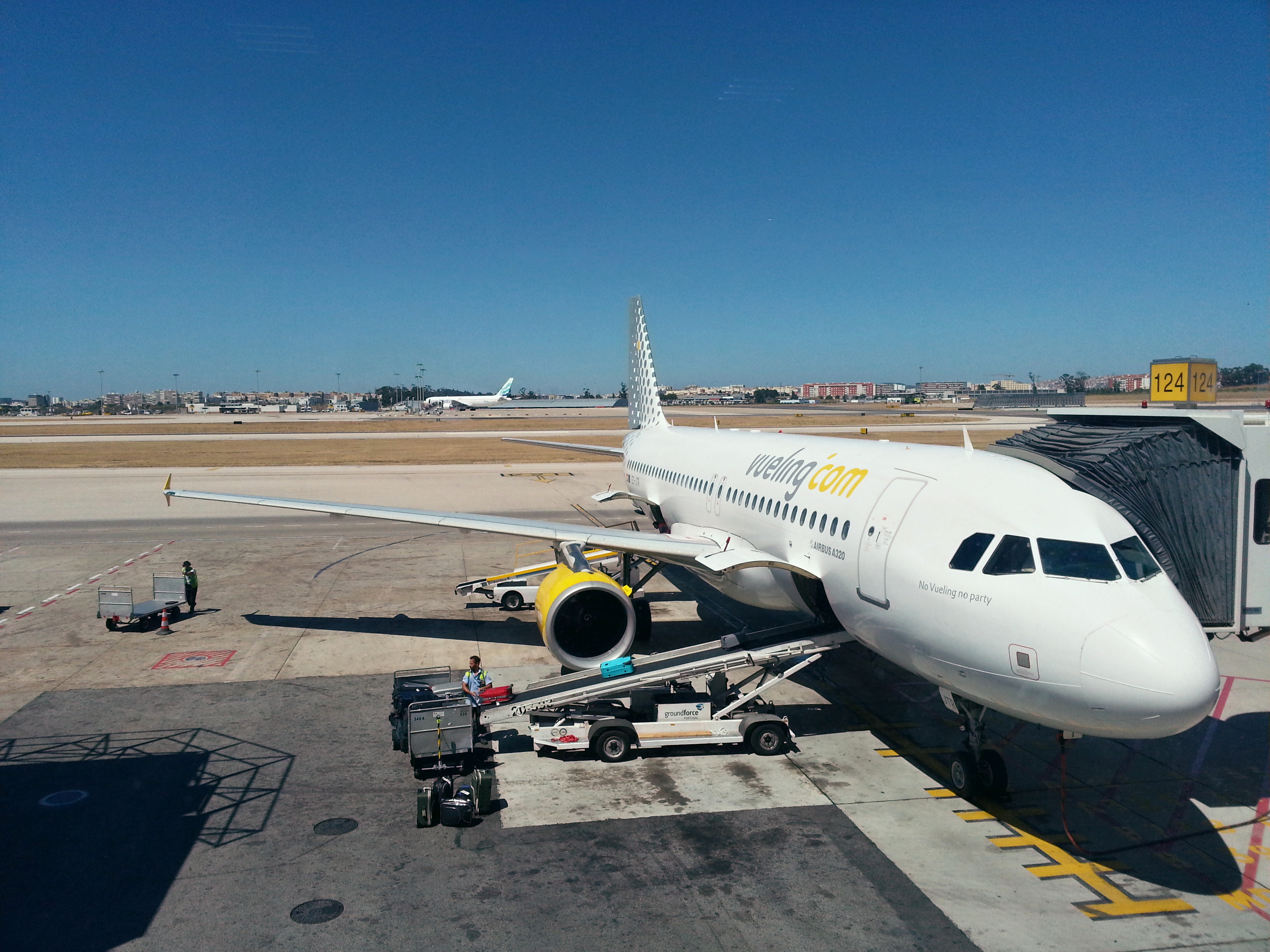
Poggyászrakodás a lisszaboni Portela repülőtéren (2012)

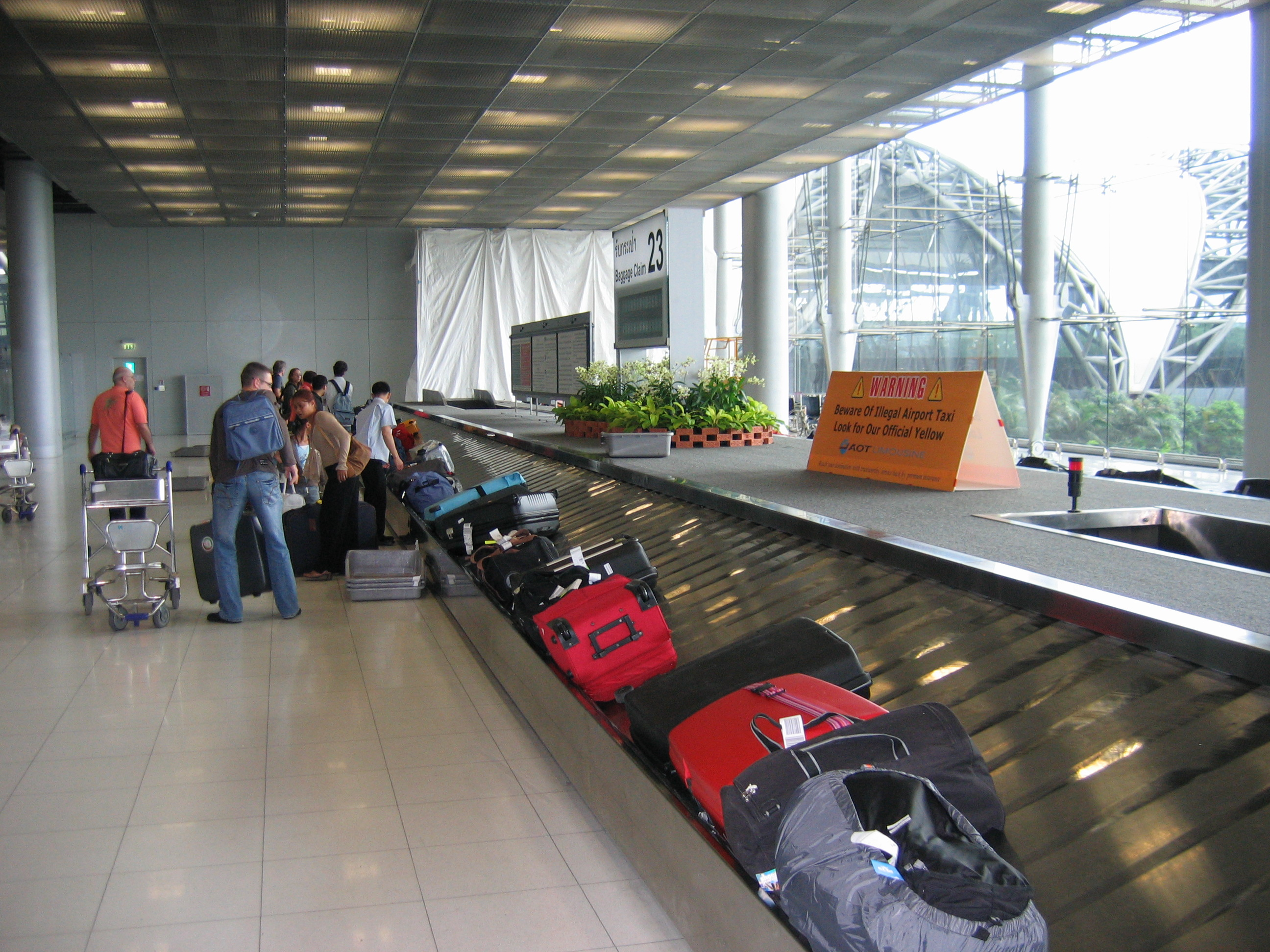
Poggyászok összegyűjtése a bangkoki Suvarnabhumi repülőtéren (2007)

A repülőterek elnevezésének leggyakoribb forrása a toponímia, vagyis helynevek adják a repülőtér nevét. Sok esetben a nagyváros mellett vagy helyett a repülőtérnek helyt adó közeli kisebb település, városrész, birtok, történelmi település, régió, sziget vagy más földrajzi képződmény neve szerepel a repülőtér nevében. Példák: Debreceni nemzetközi repülőtér (városnév), Bécs–Schwechati nemzetközi repülőtér, Róma-Fiumicino nemzetközi repülőtér (Schwechat, illetve Fiumicino kisvárosok a főváros közelében), Budapest-Ferihegy nemzetközi repülőtér (város- és birtoknév); az argentin Cataratas del Iguazú nemzetközi repülőtér és a Foz do Iguaçu nemzetközi repülőtér az Iguazú-vízesésről kapta a nevét. A helynév mellett a repülőtér hivatalosan gyakran másik nevet is visel, névadók például a következők lehetnek:
- A repülés úttörői, például pilóták és mások, akik fontos szerepet játszottak a repülés történetében. A sydney-i repülőtér a Csendes-óceánt először átrepülő Charles Kingsford Smith után Kingsford Smith repülőtérként is ismert;[32][33] a chilei Arturo Merino Benítez nemzetközi repülőtér a chilei légierő alapítója, Arturo Merino Benítez nevét viseli;[34] az athéni Elefthériosz Venizélosz nemzetközi repülőtér névadója, Venizélosz egyéb érdemei mellett az ország első légiközlekedési minisztere is volt, a Sabiha Gökçen nemzetközi repülőtér pedig az első török női vadászpilóta, Sabiha Gökçen nevét viseli.
- Kulturális ikonok, az ország híres szülöttei például az ország híres művészei. Ide tartozik Budapest repülőtere, amely hivatalosan Liszt Ferenc nevét viseli,[35] illetve a Varsó-Chopin repülőtér,[36] a római Leonardo da Vinci–Fiumicino repülőtér, a prágai Václav Havel repülőtér[37] és a liverpooli Liverpool-John Lennon repülőtér.
- Népcsoportok, például az indonéziai Padangban a Minangkabau nemzetközi repülőtér, a helyi minangkabau nép után.
- Fogalmak, esetleg helynévvel együtt, mint New York egyik reptere, a Newark Liberty nemzetközi repülőtér („liberty”: szabadság).
- Mítoszok és vallás, szentek, vallási és mitikus alakok neve. Ide tartozik a biskeki Manasz nemzetközi repülőtér, amely a kirgiz nemzeti eposzról kapta a nevét,[38] vagy az ország híres szülöttei kategóriába is sorolható II. János Pál nemzetközi repülőtér (Krakkó) és Teréz anya repülőtér (Tirana).
- Politikusok vagy magas rangú katonák nevét viseli például a Párizs-Charles de Gaulle repülőtér, a New York-i John F. Kennedy nemzetközi repülőtér, az isztambuli Atatürk nemzetközi repülőtér, a jakartai Soekarno–Hatta nemzetközi repülőtér (Soekarno és Mohammad Hatta, Indonézia első elnöke és alelnöke, egyben az ország függetlenségének kikiáltói után) vagy a már korábban említett athéni Venizélosz repülőtér. Simón Bolívar dél-amerikai szabadságharcos nevét Venezuelában és Kolumbiában is viseli repülőtér: a caracasi,[39] és a Santa Marta-i.
- Közszereplők, például a George Best Belfast City repülőtér, a város híres szülötte, George Best focista után.
- Uralkodócsaládok tagjai, például a Fahd király nemzetközi repülőtér a szaúdi Dammámban, az Alia királyné nemzetközi repülőtér a jemeni Ammánban és a Tribhuvan nemzetközi repülőtér a nepáli Katmanduban.
- Tudósok, például a Bologna Guglielmo Marconi repülőtér, amely Guglielmo Marconiról kapta nevét.[40]

Egy tanulmány szerint a világ nemzetközi repülőterei nevének 44%-át adják helynevek, 30%-uk viseli politikusok, 7%-uk a repülés úttörői, 3%-uk vallási-mitikus alakok, 2%-uk közszereplők, 2%-uk tudósok nevét, 1%-uk egyéb eredetű nevet visel.
Minden nemzetközi repülőtér rendelkezik a négybetűs ICAO-kód mellett egy hárombetűs IATA-kóddal is, ami gyakran a név rövidítése.

## Magyarország nemzetközi repülőterei

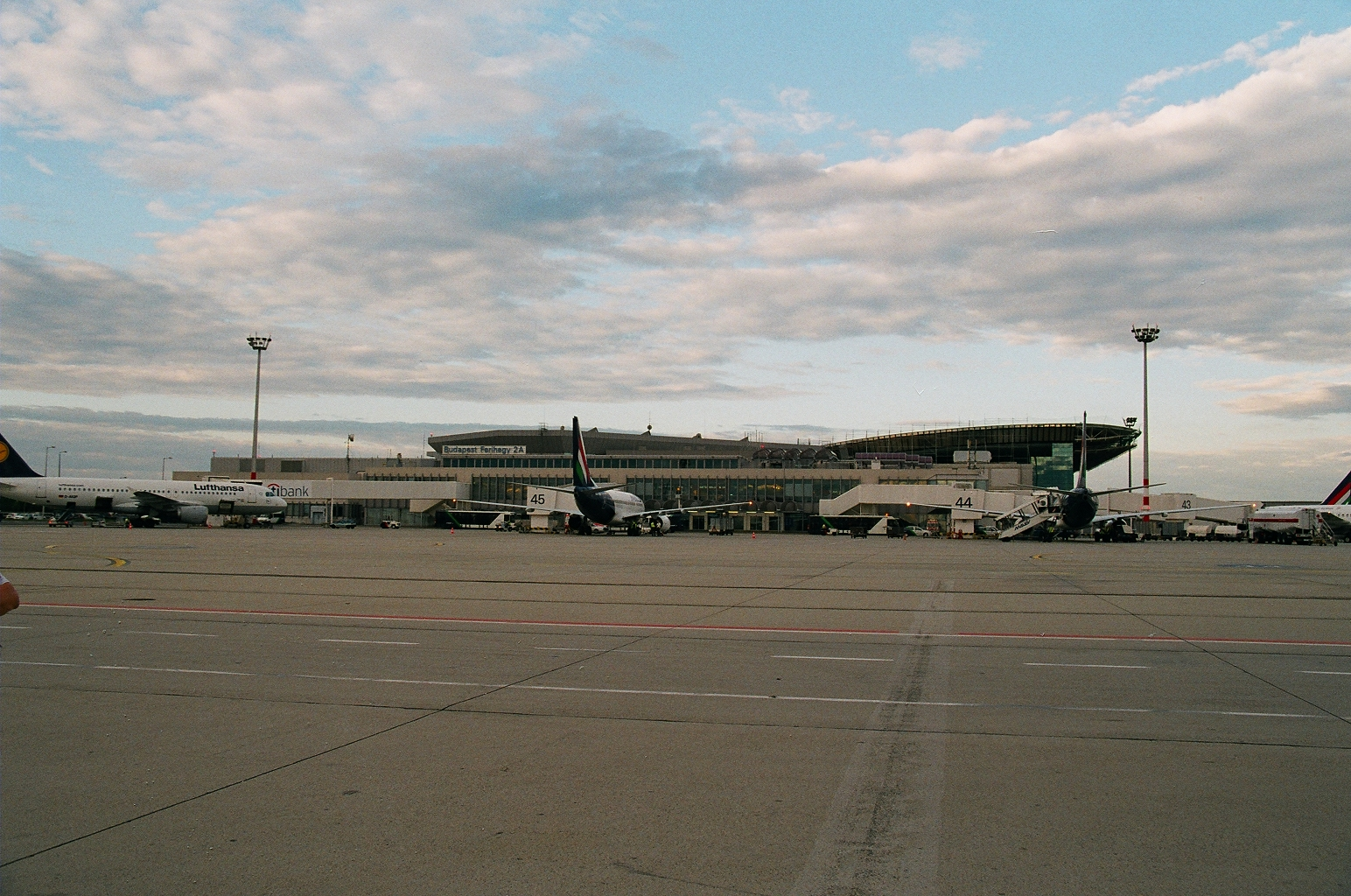
A ferihegyi repülőtér 2-es terminálja a légi oldal felől

Magyarország jelenleg (2020) öt nemzetközi repülőtérrel rendelkezik (IATA/ICAO kód):
- Budapest Liszt Ferenc nemzetközi repülőtér (BUD/LHBP)
- Debreceni nemzetközi repülőtér (DEB/LHDC)
- Győr–Pér repülőtér (QGY/LHPR)
- Hévíz-Balaton nemzetközi repülőtér (SOB/LHSM, korábbi neve: Sármelléki nemzetközi repülőtér)
- Pécs–Pogány repülőtér (PEV/LHPP)

Az ország első, nemzetközi forgalomban részt vevő repülőtere, egyben Budapest első állandó repülőtere a mátyásföldi repülőtér volt, amely 1916-ban épült; 1918. július 4-én innen indult el a Budapest-Bécs járat, majd 1922-től számos más nemzetközi járat is. Az I. világháború után a repülőteret fokozatosan a légierő bázisává alakították át, a polgári légiforgalmat a frissen felépült budaörsi repülőtér vette át. A mátyásföldi repülőteret gyakorlatilag megszüntették, napjainkban csak távirányítós repülőmodellek repítésére alkalmas.
A budapesti Szent Gellért tér volt a második, ahonnan repülőjáratok indultak; itt nem kifutópálya épült, hanem a Duna vizére szálltak le az Aeroexpress Rt. Budapestet Zágrábbal, Prágával, Bukaresttel és Béccsel is összekötő járatai 1923–1930 között.

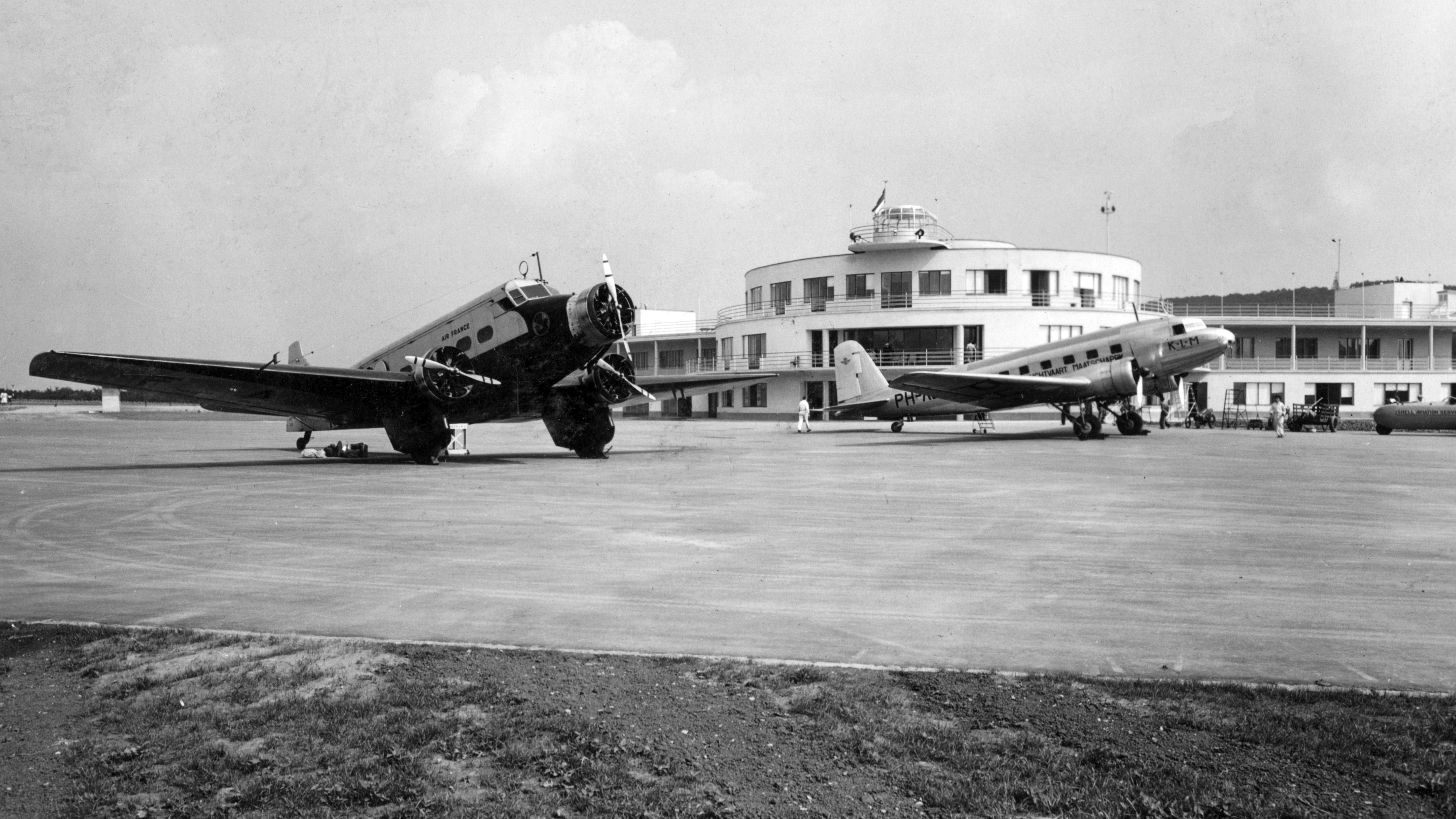
A budaörsi repülőtér 1939-ben

A Budaörsi repülőtér 1937-ben nyílt meg, 1939-ben már több mint tíz külföldi városba indítottak járatokat. 1946-ban innen indult újra az ország légiközlekedése belföldön, az 1947-ben indult prágai járattal pedig külföldre is, a Magyar–Szovjet Polgári Légiforgalmi Rt. Li–2 repülőgépeivel. Szerepét 1950-ben vette át a háború előtt elkezdett ferihegyi repülőtér; a budaörsi azóta csak sportrepülőtérként üzemel.
Az 1950. május 7-én megnyílt ferihegyi repülőtérről a Maszovlet már a kezdetektől üzemeltetett külföldi járatokat is. A Budapest Liszt Ferenc nemzetközi repülőtér 2011 márciusa óta viseli hivatalosan Liszt Ferenc nevét, létrejötte óta az ország legjelentősebb repülőtere, több mint 16 milliós éves utasforgalmával (2019-es adat) európai szinten az első ötvenben van. Az egykori nemzeti légitársaság, a Malév, valamint Európa egyik legsikeresebb diszkont légitársasága, a Wizz Air központi bázisa.
A Debreceni nemzetközi repülőtér Magyarország második legjelentősebb repülőtere, 2001 óta nemzetközi repülőtér. A Wizz Air egyik bázisa, emellett a Lufthansa is közlekedtet ide járatokat. Éves forgalma 2019-ben meghaladta a 600 000 főt.
A Győr–Pér repülőtér 2000-ben épült egy korábbi katonai repülőtér átalakításával, és 2003 óta vesz részt a nemzetközi forgalomban, főként az Audi gyár dolgozói használják. Forgalma 2016-ban meghaladta a 21 000 főt, bár volt már másfélszer ennyi is.

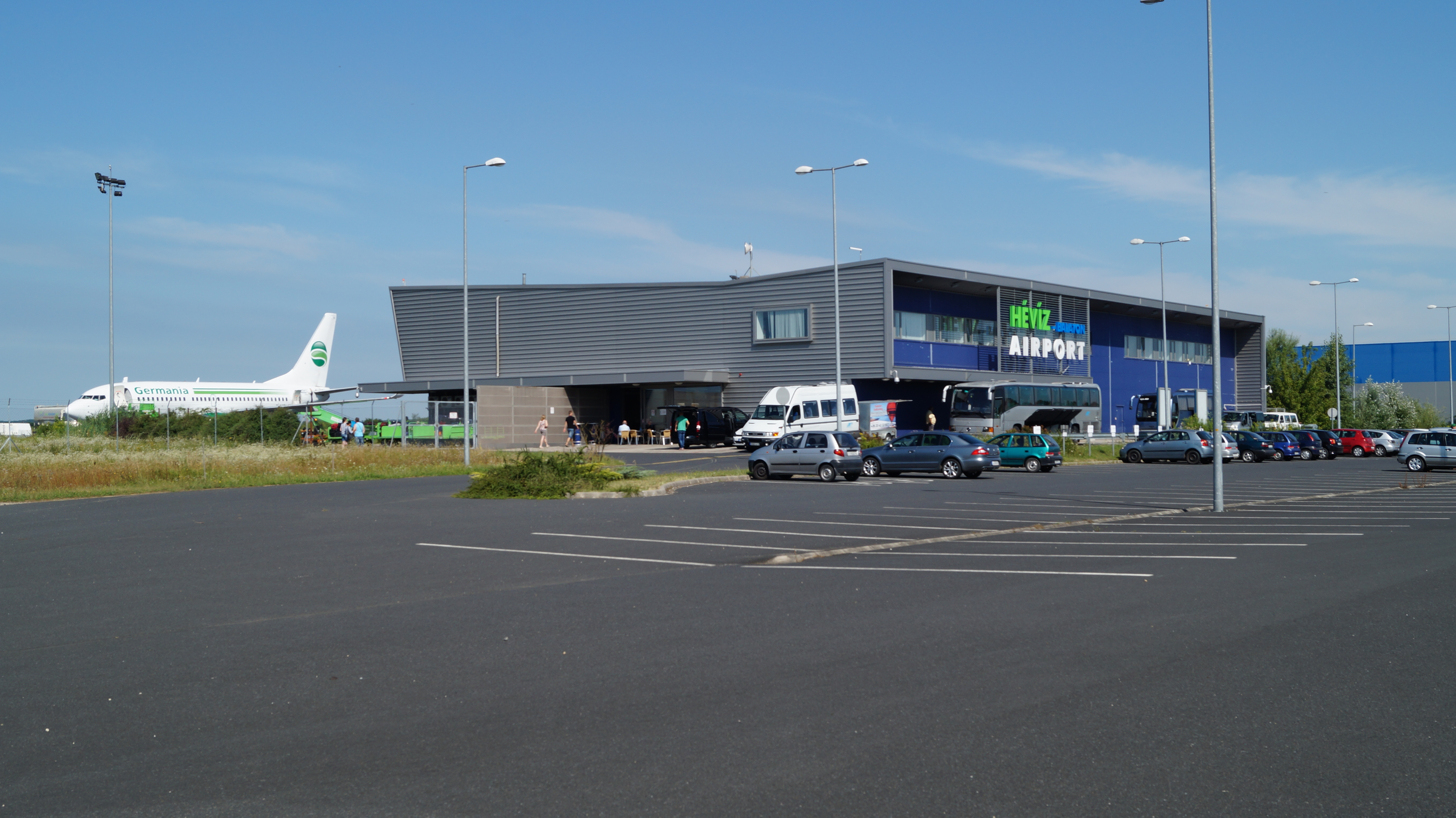
A Hévíz-Balaton repülőtér terminálja a Germania légitársaság egy gépével

A Hévíz-Balaton nemzetközi repülőtér egy egykori szovjet katonai repülőtér helyén jött létre. 2005 előtt sármelléki repülőtér, 2005 és 2012 között FlyBalaton repülőtér néven volt ismert. Főleg nyári szezonális charterjáratok használják. Forgalma 2016-ban meghaladta a 17 000 főt.
A Pécs–Pogány repülőtér mai helyén 1956-ban épült (egy korábbi repülőtér a mai Uránváros lakótelep helyén működött). A belföldi forgalomban Pécs már az 1930-as években, majd a világháború utáni évtizedekben is részt vett (a Budapest–Pécs járat maradt fenn legtovább a Malév egykori belföldi járatai közül), a nemzetközi forgalom azonban csak 2006-ban indult meg egy rövid életű bécsi járattal. Menetrend szerinti járat azóta sincs, az ezt követő években charterjáratok közlekedtek külföldre, de a reptér forgalma folyamatosan csökken, 2016-ban mindössze 3644 utas használta. A repülőtér rövid, 1500 méteres futópályája nem teszi lehetővé a diszkont légitársaságok körében népszerű típusok fogadását, ezért fejlesztést igényel.

## Híres repülőterek
- A londoni Hounslow Heath repülőtér 1919-ben indított járatokat Anglia és Franciaország között, ezzel ez lett a világ első nemzetközi repülőtere.
- London rendelkezik a világ legforgalmasabb repülőtérrendszerével: hat nemzetközi repülőtere, Heathrow, Gatwick, Stansted, Luton, City és Southend 2016-ban 163 231 321-es forgalmat bonyolított.
- Az atlantai Hartsfield–Jackson nemzetközi repülőtér utasszám alapján a világ legnagyobb forgalmú repülőtere – 1998 óta folyamatosan tartja a rekordot. 2012-ben 95 462 867 utas használta, ami 13,5 millióval több, mint a második helyen álló Peking-Fővárosi nemzetközi repülőtér utasszáma (81 929 359).[47] A legtöbb évben le- és felszállások alapján is a világ legforgalmasabb repülőterének számít, bár szoros versenyben áll a Chicago-O’Hare nemzetközi repülőtérrel, amely 2014-ben egy évre elhódította előle ezt a címet.[48][49] Atlantánál csak London, New York, Tokió és Sanghaj légiforgalma nagyobb, ezen városok forgalma azonban több repülőtér között oszlik meg.
- A Los Angeles-i nemzetközi repülőtér a legforgalmasabb repülőtér, ha a nem átszálló utasokat tekintjük, hanem azokat, akik innen indulnak vagy ide érkeznek. Az összes utas tekintetében a 7. legforgalmasabb a világon.[50]
- A dubai nemzetközi repülőtér a legforgalmasabb, ha a nemzetközi forgalmat tekintjük: 2016-ban 83 654 250 utas használta nemzetközi forgalomban. Teljes forgalom tekintetében a harmadik helyen áll.
- A Fahd király nemzetközi repülőtér a szaúd-arábiai Dammámban a világ legnagyobb területű repülőtere, több mint 780 km²-en terül el.[51]
- A svalbardi repülőtér a Norvégiához tartozó Spitzbergákon (norvégul Svalbard) a legészakibb repülőtér, ahová jegyet lehet venni. Főleg bányászokat szállít a közeli szigetekre.[52]
- Az Ushuaia – Malvinas Argentinas nemzetközi repülőtér a legdélebbi nemzetközi repülőtér a világon.

## Fordítás
Ez a szócikk részben vagy egészben  az   International airport című angol Wikipédia-szócikk ezen változatának fordításán alapul.  Az eredeti cikk szerkesztőit annak laptörténete sorolja fel. Ez a jelzés csupán a megfogalmazás eredetét és a szerzői jogokat jelzi, nem szolgál a cikkben szereplő információk forrásmegjelöléseként.

## Külső hivatkozások
- Airport World Archiválva 2015. január 23-i dátummal a Wayback Machine-ben – published by Airports Council International
- World Airport in the map